# نوربورنادین
نوربورنادین (به انگلیسی: Norbornadiene) یک ترکیب هیدروکربن حلقوی با فرمول شیمیایی C7H8 یک ترکیب شیمیایی با شناسه پاب‌کم 8473 است. به خاطر خواص واکنش پذیری بالای این مولکول که ناشی از ساختار تحت فشار آن می‌باشد، این مولکول به طور گسترده‌ای مورد بررسی قرار گرفته است. با توجه به میل واکنش پذیری بالای نوربورنادی‌ان که یک دی‌ان محسوب می‌شود می‌توان از آن به عنوان یک پیش ماده بسیار خوب برای انجام واکنش دیلز-آلدر نام برد.

## سنتز
یکی از ساده‌ترین روش‌های تهیه این ترکیب انجام واکنش دیلز آلدر میان سیکلوپنتادی‌ان و یک مولکول استیلن می‌باشد.

## واکنش‌پذیری
کوادریسیکلان که یک ایزومر والانسی نوربورنادین محسوب می‌شود می‌تواند از طریق انجام یک واکنش فوتوشیمیایی توسط مولکول نوربورنادین در حضور مولکول نوربورنادین به عنوان عامل پیش‌برنده واکنش (Sensitizer)، تهیه شود.